# Morgan Spurlocks 30 dagar
Morgan Spurlocks 30 dagar är en amerikansk dokumentärserie från 2005, där Morgan Spurlock undersöker hur det är att uppleva andra personers verklighet. 
I det första avsnittet, om hur det är att leva på minimilön i USA, deltar han själv tillsammans med sin flickvän. Han deltar även i ett avsnitt där han sätts i fängelse. I andra avsnitt får en kristen leva som muslim, en ateist som kristen, en heterosexuell man får bo hos en homosexuell man, en abortförespråkare får bo hos abortmotståndare, en programmerare får arbeta som programmerare i Indien, etc.
1. 1 2 3 4 5  hämtat från: engelskspråkiga Wikipedia.[källa från Wikidata]
2. ↑  läs online, live.dbpedia.org , läst: 19 april 2020.[källa från Wikidata]
3. ↑  läs online, dbpedia.org , läst: 19 april 2020.[källa från Wikidata]